# Paul Roux
Pour les articles homonymes, voir Paul Roux (homonymie) et Roux.
Paul-Louis-Joseph Roux né le 8 septembre 1851 à Paris, où il est mort le 21 mars 1918, est un peintre, aquarelliste et graveur français.

## Biographie
Paul Roux est le fils du peintre Louis Roux (1817-1903) et de Joséphine Jullien.
Élève de son père, d'Alexandre Cabanel et d'Henri Harpignies, Paul Roux se détache de l'enseignement académique pour travailler sur le motif, dans la forêt de Fontainebleau, en région parisienne, puis en Normandie et en Bretagne. Il voyage en Angleterre, dont il rapporte des paysages de la campagne anglaise et des bords de la Tamise, exposés au Salon à partir de 1882.
Paul Roux expose régulièrement au Salon de Paris à partir de 1870. Il y présente souvent des eaux-fortes et des aquarelles caractérisées par une touche légère et subtile, pleine de spontanéité[réf. nécessaire]. Il est membre de la Société des artistes français.
Il est inhumé au côté de son père à Paris au cimetière de Montmartre (10e division).

## Œuvres dans les collections publiques

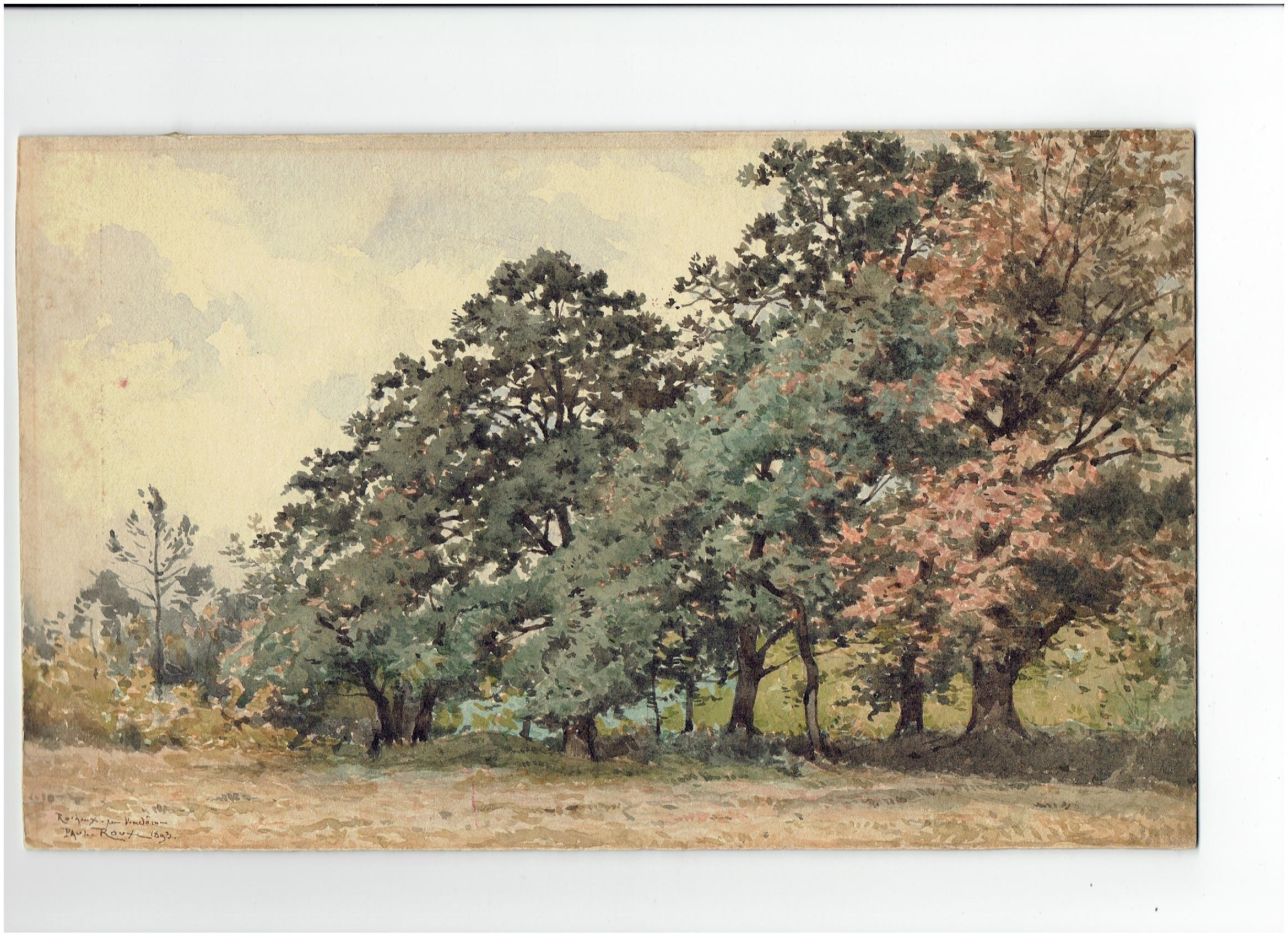
Rochers près de Vendôme, aquarelle attribuée à Paul Roux (1893).

- Louviers, musée de Louviers : Boucle de la Seine à Tournedos (Eure), 1888.

## Œuvres exposées aux Salons
- 1880 : La Pointe de Pospoder ; Le Minou près Brest.
- 1909 : La Mer sauvage, Quiberon ; Environs de Camaret, neuf aquarelles.